# Liste von Schiffen mit dem Namen Bayern
Bayern ist ein mehrfach verwendeter Name von Schiffen. Er leitet sich vom deutschen Land Bayern ab, das von 1806 bis 1918 Königreich war und seitdem Freistaat ist.

## Schiffsliste
| Bezeichnung | Schiffsart          | Klasse / Typ       | Baujahr  | Bauwerft                 | Eigner                                  | Dienstzeit | Verbleib                                                                              | Bild |
| ----------- | ------------------- | ------------------ | -------- | ------------------------ | --------------------------------------- | ---------- | ------------------------------------------------------------------------------------- | ---- |
| Bayern      | Panzerschiff        | Sachsen-Klasse     | 1878     | Kaiserliche Werft, Kiel  | Kaiserliche Marine                      | 1881–1900  | Nach Nutzung als Zielschiff 1919 verkauft und abgewrackt                              |      |
| Bayern      | Reichspostdampfer   |                    | 1887     | AG Vulcan, Stettin       | Norddeutscher Lloyd                     | 1887–1909  | 1909 in Italien abgewrackt                                                            |      |
| Bayern      | Passagierschiff     |                    | 1908     | Rolandwerft, Bremen      | Deutsche Reichsbahn                     | 1920–1956  | 1956 ausgemustert                                                                     |      |
| Bayern      | Dampfschiff         |                    | 1911     |                          | HAPAG                                   | 1911–1917  | Am 2. Mai 1917 von SM UC 67 versenkt                                                  |      |
| Bayern      | Schlachtschiff      | Bayern-Klasse      | 1915     | Howaldtswerke, Kiel      | Kaiserliche Marine                      | 1916–1919  | Am 21. Juni 1919 in Scapa Flow selbst versenkt, später gehoben und abgewrackt         |      |
| Bayern      | Dampfschiff         |                    | 1921     |                          | HAPAG                                   | 1921–1959  | 1959 in Japan verschrottet                                                            |      |
| Bayern      | Motorschiff         |                    | 1923     | Rambeck Werft, Starnberg | Stadt Szczecinek                        | 1921       | im Einsatz auf dem Trzesiecko (deutsch Streitzigsee), Szczecinek (deutsch Neustettin) |      |
| Bayern      | Tagesausflugsschiff |                    | bis 1948 |                          | Bayerische Seenschifffahrt Gesellschaft | 1948       | in Fahrt                                                                              |      |
| Bayern      | Zerstörer           | Hamburg-Klasse     | 1962     | Stülcken-Werft, Hamburg  | Bundesmarine                            | 1965–1993  | 1995 zum Abwracken nach Dänemark verkauft                                             |      |
| Bayern      | Tagesausflugsschiff |                    | 1988     | Bodan-Werft              | Schiffsbetrieb Wiehrer                  | 1988       | in Fahrt                                                                              |      |
| Bayern      | Fregatte            | Brandenburg-Klasse | 1994     | Nordseewerke, Emden      | Deutsche Marine                         | seit 1996  |                                                                                       |      |